# Pierre Letort
Pierre Letort (* 31. Mai 1922 in Vezin-le-Coquet, Département Ille-et-Vilaine; † 18. April 1993 ebenda) war ein französischer Fußballspieler.

## Karriere
Letort spielte als junger Erwachsener bei einem Verein namens TA aus Rennes und wechselte von dort aus 1946 zum großen Stadtrivalen Stade Rennes; durch den Gang zum Erstligisten nahm er zugleich Profistatus an. Am 18. August 1946 debütierte er bei einer 0:7-Niederlage gegen die AS Nancy in der höchsten französischen Spielklasse und avancierte in der Folgezeit zum Stammspieler auf dem linken Flügel.
Allerdings musste er seine Profilaufbahn nach fünf Erstligapartien mit einem Tor beenden, da sein Ex-Klub TA Rennes erfolgreich gegen den vorausgegangenen Wechsel geklagt hatte; dennoch blieb Letort Stade Rennes weiter treu, konnte aber nur noch für die Reservemannschaft auflaufen. 1950 kehrte er dem Klub endgültig den Rücken und setzte seine Karriere beim unterklassigen Verein US Liffré fort.